# Maha Nikaya
Le Maha Nikaya - également retranscrit Mahā Nikāya, Mahânikâya ou Mahanikay est un ordre monastique du bouddhisme theravāda présent en Thaïlande et au Cambodge. Il s'agit, avec le Dhammayuttika Nikaya, de l'une des principales fraternités religieuses issues du bouddhisme thaï. 
La division du sangha thaï en deux congrégations date du XIXe siècle : s'étant fait réordonner par un bonze môn selon un rituel légèrement différent, le prince Mongkut baptise dès lors sa propre congrégation Thammayut (Dhammayuttika Nikaya) tandis que le reste des religieux, qui forme la majorité du clergé bouddhiste, reçoit le nom de Maha Nikaya (ou « Grand groupe »). Le Dhammayuttika Nikaya, apparu vers 1833, se distingue par une interprétation plus traditionaliste du Vinaya ; l'accession au trône de Mongkut, sous le nom de Rama IV, se traduit par une montée en puissance du Dhammayuttika Nikaya, auquel le Maha Nikaya est dès lors opposé par des luttes d'influences, notamment en ce qui concerne la construction des monastères.
La scission du bouddhisme theravāda entre Dhammayuttika Nikaya et Maha Nikaya se répercute sur les autres pays influencés par le bouddhisme thaï ; au Cambodge, le Maha Nikaya est également majoritaire tandis que le Dhammayuttika Nikaya est soutenu par la famille royale. Dès lors, le Maha Nikaya se fait, davantage que l'ordre rival, l'expression des mécontentements populaires, voire des sentiments anti-monarchiques. Au temps du protectorat français, c'est au sein du Mana Nikaya que commence à éclore le nationalisme khmer et l'indépendantisme cambodgien.